# Protarchaeopteryx
Protarchaeopteryx robusta
Genre
Espèce
Protarchaeopteryx est un genre éteint de dinosaures à plumes trouvé en Chine, dans le Liaoning, au sein de roches sédimentaires datant du Crétacé inférieur, de l'Aptien, soit il y a environ 125 Ma (millions d'années). Une seule espèce est connue, Protarchaeopteryx robusta.

## Étymologie
Protarchaeopteryx signifie « avant Archaeopteryx (ancienne aile) », en raison des caractères plus primitifs qu'Archaeopteryx. Ce dernier est toutefois apparu 25 millions d'années après Archaeopteryx.

## Description

Holotype de Protarchaeopteryx au musée géologique de Chine.

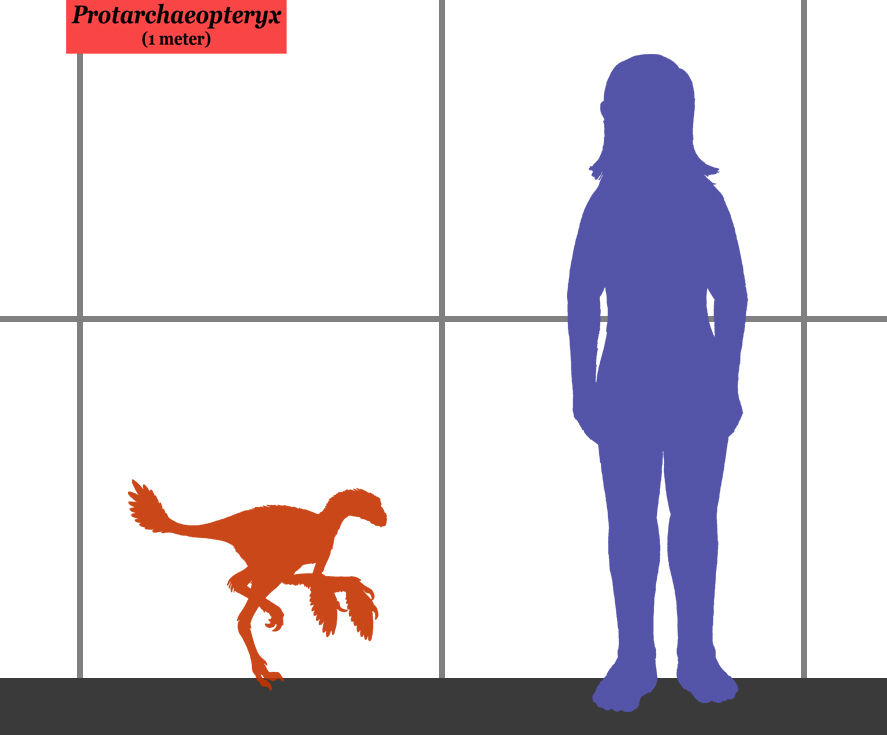
Tailles comparées de Protarchaeopteryx et d'un humain.

Protarchaeopteryx avait une longueur totale d'environ un mètre soit un plus grand qu'Archaeopteryx selon D. Palmer en 1999, ou de l'ordre de 70 centimètres selon Thomas Holtz en 2011. 
Cet oviraptorosaure de Chine est remarquable à cause de ses longs membres antérieurs emplumés et de l'extrémité de sa queue en éventail. Toutefois, ses plumes étant symétriques comme celles des oiseaux actuels incapables de voler, on peut supposer que Protarchaeopteryx en était également incapable.

## Classification
Lors de sa description en 1997, Protarchaeopteryx a été placé par ses inventeurs dans l'ordre des Archaeopterygiformes et dans la famille des Archaeopterygidae. Il est aujourd'hui généralement considéré comme un Oviraptorosauria primitif.